# Proces kształcenia
Proces kształcenia (nauczania-uczenia się) jest systematycznym, planowym, zamierzonym i długotrwałym zbiorem ściśle ze sobą powiązanych dydaktycznych czynności nauczyciela i czynności uczniów. Może inicjować go nauczyciel, ale także uczeń (samokształcenie).
Proces złożony jest z czynności nauczania i uczenia się, zmierza do osiągnięcia wcześniej zaplanowanych rezultatów programu nauczania.
Proces kształcenia na podstawie książki Cz. Kupisiewicza
Proces ten obejmuje wiele podporządkowanych wspólnemu celowi par aktów nauczania, a także ich zbiorów. Są to czynności, jak – po stronie uczniów – słuchanie opowiadań czy wykładów, literatura podręczników, obserwowanie różnorakich rzeczy i zjawisk, sporządzanie notatek, odpowiadanie na pytania, rozwiązywanie zadań, wykonywanie ćwiczeń, eksperymentowanie, formułowanie i rozwiązywanie problemów itp., a po stronie nauczyciela – wykład, opowiadanie, odpytywanie, demonstrowanie, kontrolowanie, ocenianie, formułowanie i stawianie zadań, wyjaśnienie itd
Proces ten charakteryzuje się tym, że:
– składa się z mniej lub bardziej obszernych zbiorów czynności nauczania- uczenia się;
– uczenie się jest ściśle sprzężone z nauczaniem,powoduje to, że czynności uczenia się, inspirowane i oceniane przez nauczyciela, równocześnie same modyfikują jego postępowanie;
– w przeciwieństwie do jednorazowych aktów proces nauczania – uczenia się jest systematyczny, zamierzony i długotrwały;
– zmierza do osiągnięcia wcześniej zaplanowanych rezultatów, postulowanych przez programy nauczania.
W wyniku procesu nauczania-uczenia się uczniowie, pracując pod kierunkiem nauczyciela, osiągają w mniejszym lub większym stopniu cele kształcenia wyznaczone przez program, tzn. zdobywają wiadomości, umiejętności i nawyki, przyswajają sobie określone poglądy, przekonania i postawy, rozwijają zainteresowania i zdolności poznawcze oraz wdrażają się do samokształcenia. Osiągnięcie celów zależy nie tylko od jakości samego procesu nauczania – uczenia się, lecz również od wielu innych czynników, przede wszystkim od wieku uczniów, z którym wiąże się poziom ich psychofizycznego rozwoju, a także od jakości pracy szkoły i jej współpracy z rodzicami dzieci i młodzieży.
U podstaw procesu kształcenia leżą zawsze założenia teoretyczne. Jest wiele koncepcji, do najbardziej popularnych zalicza się: naturalizm, behawioryzm, kognitywizm i jego odmiana – aktywizm. Należy podkreślić, że nauczanie i uczenie się jest procesem integralnie ze sobą związanym i prowadzi do celowych zmian w osobowości wychowanka.
Według W.Zaczyńskiego – proces kształcenia to zespół nauczycielskich i uczniowskich celów dydaktycznych i przebiegających w sposób regularny czyli powtarzający się. A więc proces kształcenia jest procesem intencjonalnym, to jest świadome inicjowanym i prawidłowościowym.1
Można powiedzieć, że proces kształcenia to zespół czynności nauczycieli i uczniów, oraz zastosowanie takich środków i warunków, jakie służą wywołaniu pożądanych zmian wśród uczniów.
Proces kształcenia obejmuje: nauczycieli, uczniów, cele i treści kształcenia oraz infrastrukturę dydaktyczną. Dwa główne filary procesu kształcenia to: nauczyciele i uczniowie. Współczesna dydaktyka zakłada, że czynności nauczyciela i uczniów powinny tworzyć spójną całość oraz że podstawowym zadaniem nauczyciela w procesie kształcenia jest kierowanie procesem uczenia się, czyli przyswajania przez uczniów odpowiedniego zasobu wiadomości, umiejętności i nawyków. Ale zmiany w osobowości i w zachowaniach mogą dokonać się tylko pod wpływem odpowiednio dobranych treści kształcenia. Należy pamiętać, że przekazywanie i przyswajanie treści musi być jednak poprzedzone sformułowaniem celów kształcenia.
Proces kształcenia może mieć różnorodny przebieg w zależności od takich czynników, jak wiek uczniów, przedmiot nauczania, cel i temat zadań, metody kształcenia i baza materialna.
Wśród wielu czynników warunkujących skuteczność kształcenia należy wymienić organizację i przebieg tego procesu. Komponenty składające się na tę organizację i przebieg nazywa się ogniwami, momentami lub fazami tego procesu.
W. Okoń wymienia następujące ogniwa:
1) uświadomienie uczniom celów i zadań;
2) zaznajamianie z nowym materiałem;
3) uogólnianie;
4) utrwalanie przyswojonego materiału;
5) kształtowanie umiejętności i nawyków;
6) wiązanie teorii z praktyką;
7) kontrola i ocena wyników nauczania.
Ogniwa procesu nauczania-uczenia się mające charakter dyrektyw postępowania metodycznego nauczycieli występują niezależnie od przyjętego przez nauczyciela toku pracy dydaktyczno – wychowawczej na lekcji.